# 24681 Granados
24681 Granados este un asteroid din centura principală de asteroizi.

## Descriere
24681 Granados este un asteroid din centura principală de asteroizi. A fost descoperit pe 29 decembrie 1989 la Observatoire de Haute-Provence de Eric Walter Elst. Asteroidul prezintă o orbită caracterizată de o semiaxă mare de 2,26 ua, o excentricitate de 0,08 și o înclinație de 7,4° în raport cu ecliptica.